# Чайка Віктор Анатолійович
Ві́ктор Анато́лійович Ча́йка (20 жовтня 1941, Проточний Бєлорєченський район, Краснодарський край, СРСР — 12 лютого 2008, Ополе, Польща) — міський голова міста Рівне. Почесний громадянин Рівного.

## Біографія
Закінчив Новочеркаський автотранспортний технікум (1968) та Новочеркаський інженерно-меліоративний інститут (1974).

### Кар'єра
Трудову діяльність розпочав у 1960 році водієм, і 27 років свого життя присвятив автомобільній галузі. Очолював автоколону, автобази, працював начальником Рівненського обласного управління автотранспорту.
1981 року був обраний головою виконкому Рівненської міської Ради народних депутатів, а з жовтня 1988 року працював заступником голови Рівненського облвиконкому.
1990 року Чайка очолив фірму «Камаз-Транс-Сервіс», де був засновником і директором. Фірма успішно зарекомендувала себе на ринку міжнародних вантажних перевезень західної та східної Європи, країн Балтії.
Обраний у 1981, 1998, 2002 та 2006 роках міським головою міста Рівне.
У 2020 році у Рівному, у сквері ім. В. Чайки планують встановити погруддя на його честь.

## Нагороди
Чайка Віктор Анатолійович нагороджений орденом Дружби народів, орденами «Знак Пошани», «За розбудову України» IV ступеня та «За заслуги» III ступеня, «За заслуги» II ступеня, удостоєний звань «Заслужений працівник транспорту України» та «Лідер України». Відповідно до рішення Рівненської міської ради від 18 серпня 2006 року № 184 "Про присвоєння звання «Почесний громадянин міста Рівного» та відзнак «За заслуги перед містом» йому присвоєно звання «Почесний громадянин міста».